# Perrier (Puy-de-Dôme)
Pour les articles homonymes, voir Perrier.
Perrier est une commune française, située dans le département du Puy-de-Dôme, en région d'Auvergne-Rhône-Alpes, limitrophe de la commune d'Issoire.
Ses habitants sont appelés les Perrierois.

## Géographie
Au sud du département du Puy-de-Dôme, la commune de Perrier est traversée par la Couze Pavin, un affluent de l'Allier.
L'altitude minimale, 410 mètres, se trouve à l'est, là où la Couze Pavin quitte le territoire communal et entre sur celui d'Issoire. L'altitude maximale avec 601 mètres est localisée au nord-ouest, sur le plateau de Pardines, en limite de la commune de Pardines.
Établi en rive gauche de la Couze Pavin, le long de la route départementale (RD) 996, le village de Perrier se situe en distances orthodromiques, quatre kilomètres à l'ouest du centre-ville d'Issoire.
Le territoire communal est également desservi à l'ouest par la RD 26.

### Communes limitrophes
|          | Pardines |         |
| Meilhaud | Perrier  | Issoire |
|          | Solignat |         |

### Climat
Pour des articles plus généraux, voir Climat d'Auvergne-Rhône-Alpes et Climat du Puy-de-Dôme.
En 2010, le climat de la commune est de type climat océanique dégradé des plaines du Centre et du Nord, selon une étude du Centre national de la recherche scientifique s'appuyant sur une série de données couvrant la période 1971-2000. En 2020, Météo-France publie une typologie des climats de la France métropolitaine dans laquelle la commune est exposée à un climat de montagne ou de marges de montagne et est dans la région climatique  Nord-est du Massif Central, caractérisée par une pluviométrie annuelle de 800 à 1 200 mm, bien répartie dans l’année. 
Pour la période 1971-2000, la température annuelle moyenne est de 11 °C, avec une amplitude thermique annuelle de 16,5 °C. Le cumul annuel moyen de précipitations est de 699 mm, avec 7,7 jours de précipitations en janvier et 6,6 jours en juillet. Pour la période 1991-2020, la température moyenne annuelle observée sur la station météorologique de Météo-France la plus proche, « Issoire », sur la commune d'Issoire à 4 km à vol d'oiseau, est de 12,0 °C et le cumul annuel moyen de précipitations est de 610,7 mm,. Pour l'avenir, les paramètres climatiques de la commune estimés pour 2050 selon différents scénarios d'émission de gaz à effet de serre sont consultables sur un site dédié publié par Météo-France en novembre 2022.

## Urbanisme

### Typologie
Au 1er janvier 2024, Perrier est catégorisée ceinture urbaine, selon la nouvelle grille communale de densité à sept niveaux définie par l'Insee en 2022.
Elle appartient à l'unité urbaine d'Issoire, une agglomération intra-départementale regroupant deux  communes, dont elle est une commune de la banlieue,,. Par ailleurs la commune fait partie de l'aire d'attraction de Clermont-Ferrand, dont elle est une commune de la couronne,. Cette aire, qui regroupe 209 communes, est catégorisée dans les aires de 200 000 à moins de 700 000 habitants,.

### Occupation des sols
L'occupation des sols de la commune, telle qu'elle ressort de la base de données européenne d’occupation biophysique des sols Corine Land Cover (CLC), est marquée par l'importance des territoires agricoles (81,7 % en 2018), une proportion sensiblement équivalente à celle de 1990 (82,4 %). La répartition détaillée en 2018 est la suivante : 
terres arables (57,7 %), zones agricoles hétérogènes (16,8 %), zones urbanisées (9,9 %), forêts (8,4 %), prairies (7,2 %). L'évolution de l’occupation des sols de la commune et de ses infrastructures peut être observée sur les différentes représentations cartographiques du territoire : la carte de Cassini (XVIIIe siècle), la carte d'état-major (1820-1866) et les cartes ou photos aériennes de l'IGN pour la période actuelle (1950 à aujourd'hui).

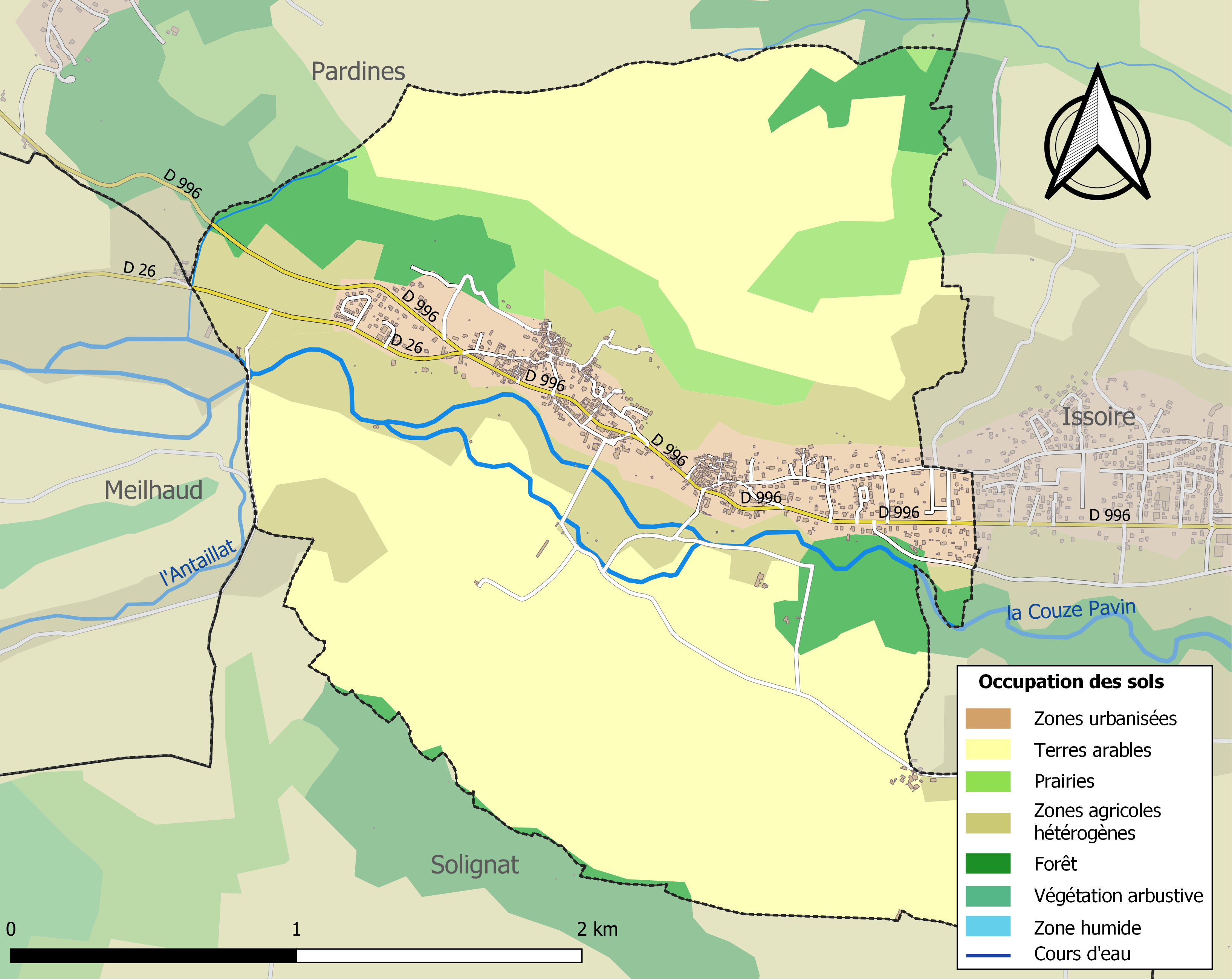
Carte des infrastructures et de l'occupation des sols de la commune en 2018 (CLC).

## Politique et administration

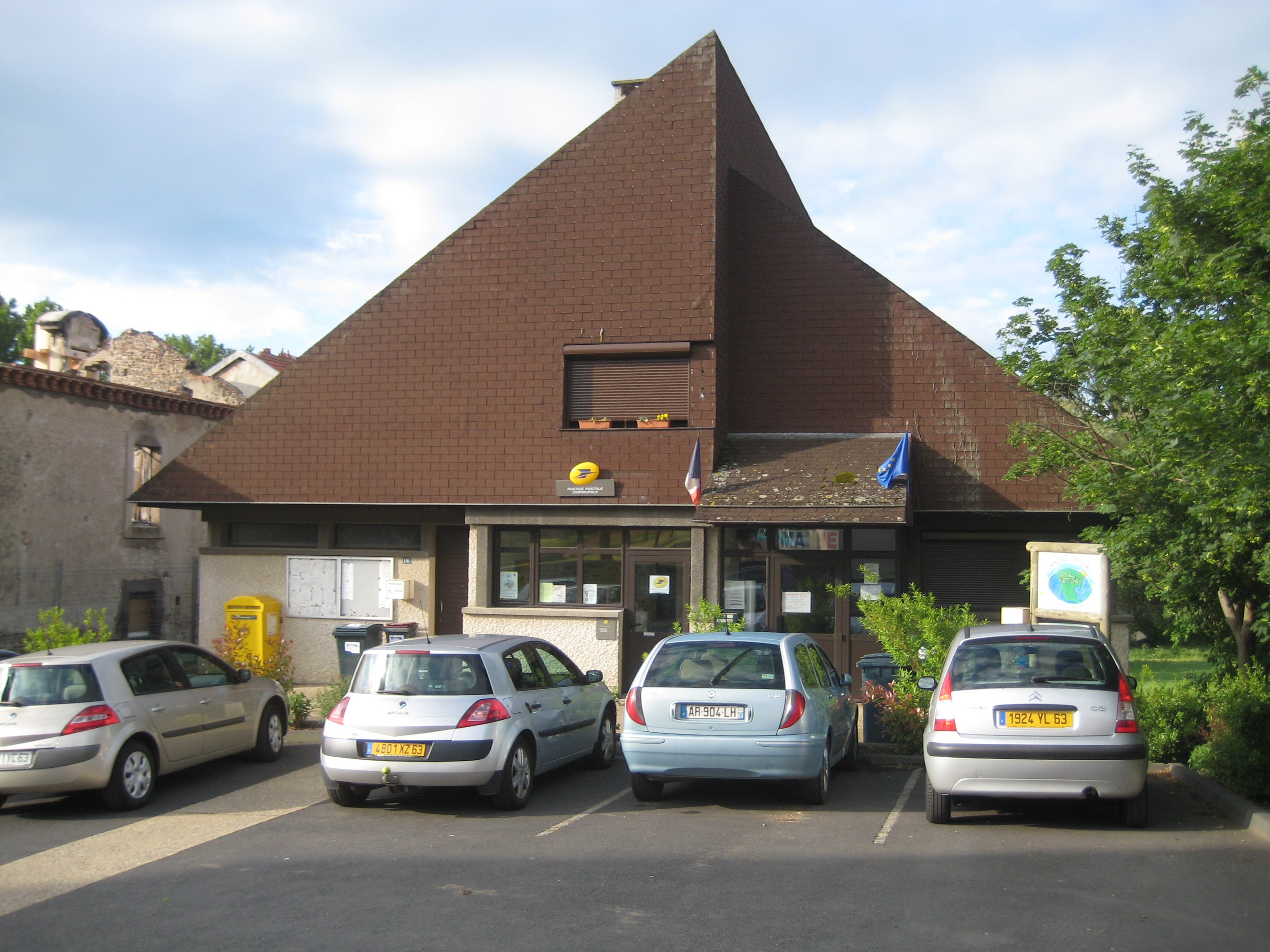
La mairie.

| Période                                  | Période                    | Identité     | Étiquette   | Qualité                 |
| ---------------------------------------- | -------------------------- | ------------ | ----------- | ----------------------- |
| Les données manquantes sont à compléter. |                            |              |             |                         |
| 2001                                     | En cours (au 29 août 2020) | Bernard Roux | PS puis PRG | Retraité France Télécom |

## Population et société

### Démographie
L'évolution du nombre d'habitants est connue à travers les recensements de la population effectués dans la commune depuis 1793. Pour les communes de moins de 10 000 habitants, une enquête de recensement portant sur toute la population est réalisée tous les cinq ans, les populations de référence des années intermédiaires étant quant à elles estimées par interpolation ou extrapolation. Pour la commune, le premier recensement exhaustif entrant dans le cadre du nouveau dispositif a été réalisé en 2004.

En 2022, la commune comptait 912 habitants, en évolution de +2,13 % par rapport à 2016 (Puy-de-Dôme : +2,1 %, France hors Mayotte : +2,11 %).
| 1793 | 1800 | 1806 | 1821 | 1831 | 1836 | 1841 | 1846 | 1851 |
| ---- | ---- | ---- | ---- | ---- | ---- | ---- | ---- | ---- |
| 443  | 401  | 456  | 451  | 491  | 507  | 514  | 540  | 572  |

| 1856 | 1861 | 1866 | 1872 | 1876 | 1881 | 1886 | 1891 | 1896 |
| ---- | ---- | ---- | ---- | ---- | ---- | ---- | ---- | ---- |
| 565  | 563  | 551  | 556  | 570  | 587  | 651  | 702  | 697  |

| 1901 | 1906 | 1911 | 1921 | 1926 | 1931 | 1936 | 1946 | 1954 |
| ---- | ---- | ---- | ---- | ---- | ---- | ---- | ---- | ---- |
| 654  | 606  | 545  | 507  | 502  | 424  | 432  | 482  | 516  |

| 1962 | 1968 | 1975 | 1982 | 1990 | 1999 | 2004 | 2006 | 2009 |
| ---- | ---- | ---- | ---- | ---- | ---- | ---- | ---- | ---- |
| 608  | 685  | 739  | 767  | 727  | 775  | 814  | 820  | 822  |

| 2014 | 2019 | 2022 | - | - | - | - | - | - |
| ---- | ---- | ---- | - | - | - | - | - | - |
| 888  | 891  | 912  | - | - | - | - | - | - |

## Culture locale et patrimoine

### Lieux et monuments
Perrier est connue pour ses grottes troglodytiques, dont une fut habitée jusqu'en 1945.
Son église romane présente un portail dont les vantaux sont ornés de pentures du XIIe – XIIIe siècle.
Vestiges de la maison forte de Soriac : représentée dans l'armorial de Guillaume Revel vers 1456, elle fut rachetée à la fin du Moyen Âge par un bourgeois d'Issoire.

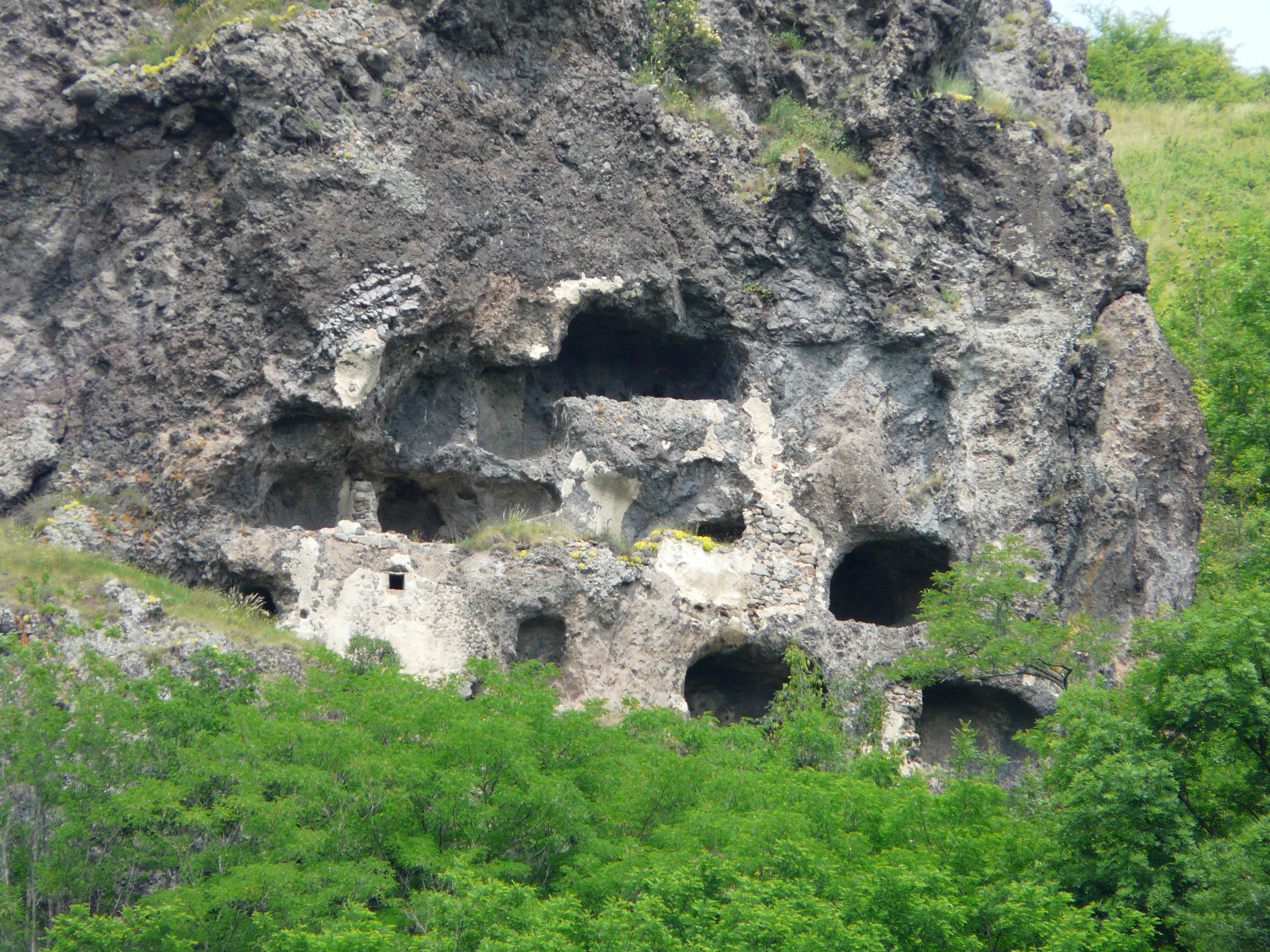
Les grottes troglodytiques.
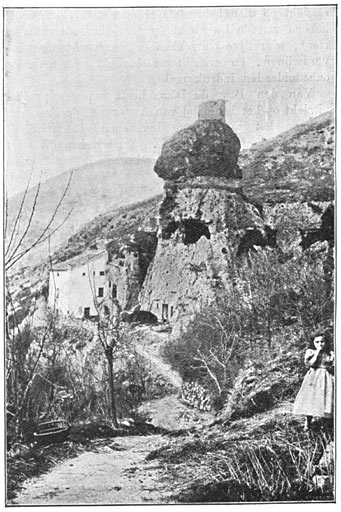
La tour de Maurifolet.
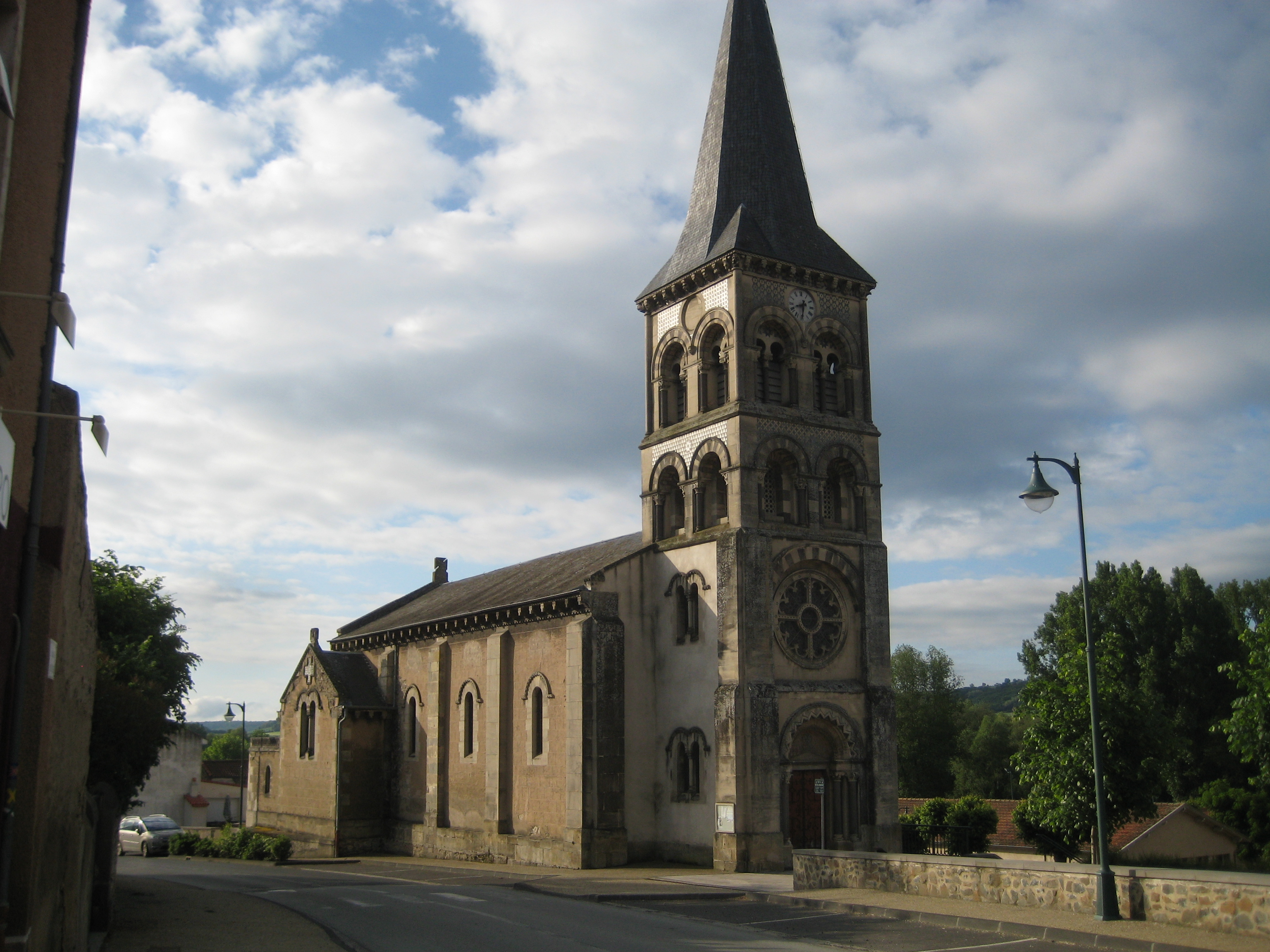
L'église.
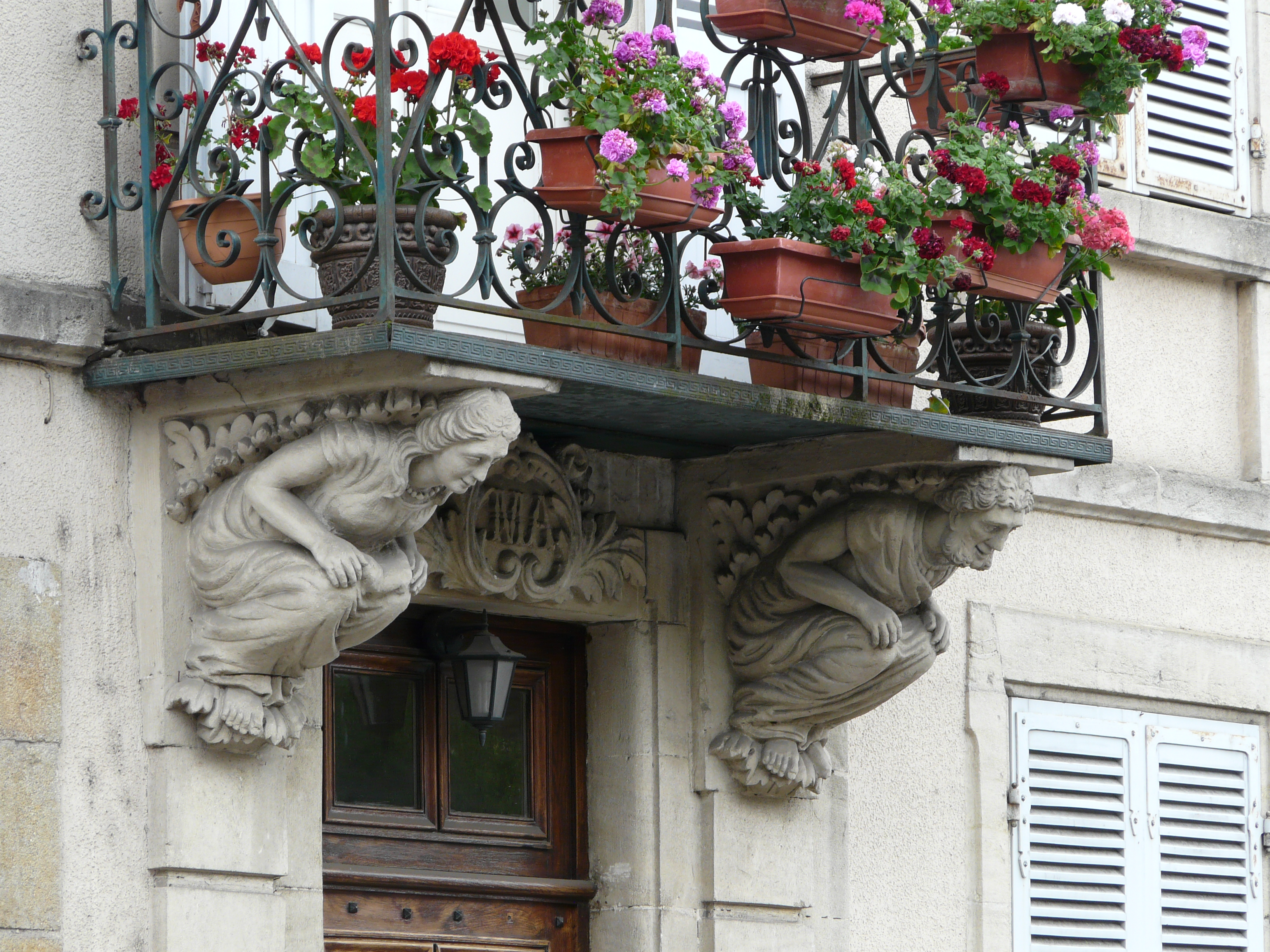
Corbeaux sculptés soutenant un balcon, avenue de l'Église.

### Personnalités liées à la commune
- Gabriel-Pierre-Isidore de Guillaumanches-Duboscage (1766-1836), né au château de Perrier en 1766, marquis de Boscage, lieutenant-colonel du régiment des dragons de Kinebourne, et officier de l’état-major de l'armée du feld-maréchal Souworow, en 1794, 1795 et 1796, précédemment officier supérieur des gardes du corps du roi de France, et colonel de sa cavalerie. Il meurt à Nice en 1836. Publications :
  - Précis historique sur le célèbre feld-maréchal Comte Souworow Rymnikski, Prince Italikski, 1808 ;
  - recherches sur les principes constitutifs de l'état social ;
  - relation de l'éruption du Vésuve en 1822 ;
  - essais philosophiques, physiques, politiques, historiques et législatifs.
- Jasmine Passion née Sallazard (1897-1959), née à Aix-les-Bains le 13 juillet 1897, danseuse pantomime, épouse Pierre Passion natif de Perrier. Elle meurt le 12 février 1959.

### Héraldique
| Blason de Perrier | Blason  | De sinople à la burelle ondée abaissée d'argent surmontée d'un vol de chauve-souris du même ; chapé-ployé d'or chargé à dextre d'une clé de gueules et à senestre d'une grappe de raisin de gueules tigée et feuillée de deux pièces du même. |
| Blason de Perrier | Détails | Le chapé-ployé évoque le site troglodytique et le sinople l'activité agricole bien présente encore aujourd'hui. La burelle ondée représente la Couze Pavin qui arrose la commune. La chauve-souris est pour le site géologique protégé et classé en zone Natura 2000. La clé rappelle le village fortifié au Moyen-Âge et enfin la grappe de raisin est pour le passé viticole du village. Création Jean-François Binon, adoptée le 21 juillet 2021. |

## Pour approfondir